# Nouha Dicko
Nouha Dicko (Saint-Maurice, 14 de mayo de 1992) es un futbolista maliense que juega como delantero en el Paris F. C. de la Ligue 1.

## Trayectoria
Nació en Saint-Maurice, una comuna en los suburbios de París. Creció en la ciudad con su familia, que es originaria de Malí.

### Inicios
Dicko comenzó a jugar al fútbol a los seis años con el club amateur Jeanne d'Arc de Maisons-Alfort. A la edad de 13 años, fue fichado por Créteil-Lusitanos, permaneciendo en el club durante tres temporadas, antes de irse a Estrasburgo en la primavera de 2007.
Tras su llegada, el progreso de Dicko se vio obstaculizado por una serie de lesiones durante su primera temporada en el club, incluida una lesión en el tobillo que lo mantuvo fuera de acción durante cuatro meses. Hizo su debut con el equipo de reserva de Estrasburgo en la 2009-10, impresionando en varias ocasiones, a pesar del descenso del equipo al CFA 2. Su debut con el primer equipo se produjo durante la temporada siguiente contra el Stade Plabennecois en un partido de Championnat National en septiembre de 2010.

### Wigan Athletic
En 2011, el Estrasburgo liberó a Dicko debido a dificultades financieras, y le ofrecieron una prueba con el Wigan Athletic de la Premier League, firmó con este club un par de semanas más tarde. Hizo su debut profesional con el Wigan el 13 de septiembre de 2011, en un partido de la Copa de la Liga contra Crystal Palace.
El 27 de enero de 2012, se incorporó al Blackpool en calidad de cedido hasta el final de la temporada. Marcó su primer gol para el club en la victoria por 3-1 contra Doncaster Rovers, y marcó cuatro goles en 11 apariciones en la liga para el club. Entró como suplente en la derrota por 2-1 de Blackpool en la final de los play-off de la Championship de 2012 contra West Ham United. Volvió a firmar con el Blackpool, también en calidad de cedido, el 17 de agosto de 2012. Fue retirado de su cesión el 3 de enero de 2013.
El 28 de marzo de 2013, Dicko fue cedido nuevamente, empezando la primera etapa de la Championship con el Wolverhampton Wanderers. Hizo solo cuatro apariciones como suplente, anotando una vez, mientras el club luchó sin éxito para evitar el descenso bajo el mando de Dean Saunders.
Dicko comenzó la temporada 2013-14 como suplente en la derrota del Wigan en la Community Shield ante el campeón de la liga Manchester United. Sin embargo, el nuevo entrenador del Wigan, Owen Coyle, no lo convocó para ningún partido de liga y el único tiempo de juego de Dicko fue en la Europa League y League Cup.
En noviembre de 2013 fue cedido al Rotherham United de la League One hasta enero de 2014. El nuevo entrenador del Wigan, Uwe Rösler, lo llamó a finales de diciembre.

### Wolverhampton Wanderers

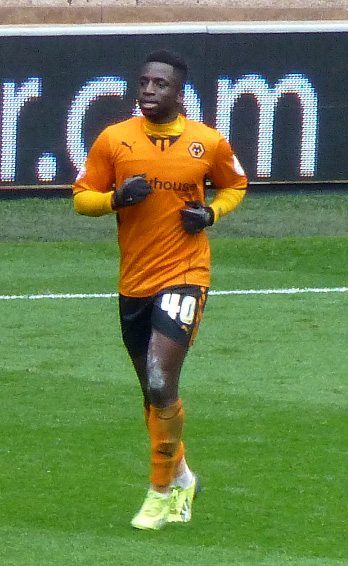
Dicko jugando para Wolverhampton Wanderers en 2014

El 13 de enero de 2014, Dicko fue traspasado al Wolverhampton Wanderers, por una cifra de 300.000 £, firmando por 2 años. Dicko anotó dos goles en su segundo debut con el club, el 25 de enero de 2014. El 18 de abril, anotó un hat-trick contra el Rotherham United en la victoria por 6-4. Terminó la temporada 2013-14 como máximo goleador del club, aparte de que ganaron el ascenso como campeones.
De vuelta al campeonato, Dicko fue el máximo goleador del club en la temporada siguiente, ya que el club se perdió los play-offs debido a la diferencia de goles. Firmó un nuevo contrato de tres años con el club durante el cierre de temporada y le asignaron el número 9. Sin embargo, en septiembre de 2015, Dicko sufrió una lesión en el ligamento de la rodilla durante un partido contra el Charlton, que finalmente lo obligó a que se perdiera el resto de la temporada.
Después de más retrasos en su regreso, Dicko regresó a las canchas con el plantel en octubre de 2016, más de 13 meses desde su última aparición y firmó un nuevo contrato, que debía mantenerlo en el Wolves hasta el verano de 2020. Hizo 32 apariciones durante la campaña, pero anotó solo tres veces. Al comienzo de la temporada siguiente, Dicko fue utilizado en gran medida como suplente por el nuevo entrenador Nuno Espírito Santo, pero aun así anotó dos veces en siete apariciones; su último gol con el club fue contra el equipo al que estaba a punto de incorporarse.

### Hull City
El 29 de agosto de 2017, Dicko se unió al Hull City de la Championship por un valor desconocido en un contrato de tres años. El 8 de septiembre de 2017, hizo su debut en la derrota por 5-0 ante el Derby County. Marcó su primer gol para el club el 14 de octubre de 2017, cuando abrió el marcador en el empate 1-1 ante Norwich City.  El 30 de junio de 2020, Hull comunico que Dicko dejaría el club tras la expiración de su contrato.

### Vitesse
El 2 de septiembre de 2019, Dicko se unió al Vitesse de la Eredivisie cedido por el resto de la temporada.

## Selección nacional
Aunque nació y creció en Francia, Dicko eligió jugar para la Selección de fútbol de Malí por medio de sus padres, quienes provienen del área de Yélimané Cercle. Malí lo convocó a la selección nacional en mayo de 2014. Hizo su debut el 25 de mayo de 2014 en un amistoso contra Guinea, jugado en Colombes, Francia. En noviembre de 2014, se lesionó mientras estaba al servicio de la selección.

## Clubes
| Club                                   | País         | Año       |
| -------------------------------------- | ------------ | --------- |
| R. C. Estrasburgo II                   | Francia      | 2009-2011 |
| Wigan Athletic F. C.                   | Inglaterra   | 2011-2014 |
| Blackpool F. C. (cesión)               | Inglaterra   | 2012-2013 |
| Wolverhampton Wanderers F. C. (cesión) | Inglaterra   | 2013      |
| Rotherham United F. C. (cesión)        | Inglaterra   | 2013      |
| Wolverhampton Wanderers F. C.          | Inglaterra   | 2014-2017 |
| Hull City A. F. C.                     | Inglaterra   | 2017-2020 |
| S. B. V. Vitesse (cesión)              | Países Bajos | 2019-2020 |
| Gaziantep F. K.                        | Turquía      | 2020-2022 |
| Yeni Malatyaspor                       | Turquía      | 2022      |
| O. F. I. Creta                         | Grecia       | 2022-2024 |
| Paris F. C.                            | Francia      | 2024-     |

## Estadísticas
| Club                             | Temporada     | Liga           | Liga  | Liga  | Copa  | Copa  | Copa de la Liga | Copa de la Liga | Otros | Otros | Total | Total |
| Club                             | Temporada     | División       | Part. | Goles | Part. | Goles | Part.           | Goles           | Part. | Goles | Part. | Goles |
| -------------------------------- | ------------- | -------------- | ----- | ----- | ----- | ----- | --------------- | --------------- | ----- | ----- | ----- | ----- |
| R. C. Estrasburgo II             | 2009–10       | CFA            | 18    | 4     | 2     | 0     | 0               | 0               | 0     | 0     | 20    | 4     |
| R. C. Estrasburgo II             | 2010–11       | CFA 2          | 24    | 8     | 1     | 0     | 0               | 0               | 0     | 0     | 25    | 8     |
| R. C. Estrasburgo II             | Total         | Total          | 42    | 12    | 3     | 0     | 0               | 0               | 0     | 0     | 45    | 12    |
| RC Estrasburgo                   | 2010–11       | National       | 3     | 0     | 1     | 0     | 0               | 0               | 0     | 0     | 4     | 0     |
| RC Estrasburgo                   | Total         | Total          | 3     | 0     | 1     | 0     | 0               | 0               | 0     | 0     | 4     | 0     |
| Wigan Athletic                   | 2011–12       | Premier League | 0     | 0     | 0     | 0     | 1               | 0               | 0     | 0     | 1     | 0     |
| Wigan Athletic                   | 2012–13       | Premier League | 0     | 0     | 3     | 0     | 0               | 0               | 0     | 0     | 3     | 0     |
| Wigan Athletic                   | 2013–14       | Championship   | 0     | 0     | 1     | 0     | 1               | 0               | 3     | 0     | 5     | 0     |
| Wigan Athletic                   | Total         | Total          | 0     | 0     | 4     | 0     | 2               | 0               | 3     | 0     | 9     | 0     |
| Blackpool (Cesión)               | 2011–12       | Championship   | 10    | 4     | 3     | 0     | 0               | 0               | 3     | 0     | 16    | 4     |
| Blackpool (Cesión)               | 2012–13       | Championship   | 22    | 5     | 0     | 0     | 0               | 0               | 0     | 0     | 22    | 5     |
| Blackpool (Cesión)               | Total         | Total          | 32    | 9     | 3     | 0     | 0               | 0               | 3     | 0     | 38    | 9     |
| Wolverhampton Wanderers (Cesión) | 2012–13       | Championship   | 4     | 1     | 0     | 0     | 0               | 0               | 0     | 0     | 4     | 1     |
| Rotherham United (Cesión)        | 2013–14       | League One     | 5     | 5     | 0     | 0     | 0               | 0               | 1     | 1     | 6     | 6     |
| Wolverhampton Wanderers          | 2013–14       | League One     | 19    | 13    | 0     | 0     | 0               | 0               | 0     | 0     | 19    | 13    |
| Wolverhampton Wanderers          | 2014–15       | Championship   | 37    | 14    | 2     | 0     | 1               | 1               | 0     | 0     | 40    | 15    |
| Wolverhampton Wanderers          | 2015–16       | Championship   | 5     | 0     | 0     | 0     | 1               | 1               | 0     | 0     | 6     | 1     |
| Wolverhampton Wanderers          | 2016–17       | Championship   | 30    | 3     | 2     | 0     | 0               | 0               | 0     | 0     | 32    | 3     |
| Wolverhampton Wanderers          | 2017–18       | Championship   | 5     | 1     | 0     | 0     | 2               | 1               | 0     | 0     | 7     | 2     |
| Wolverhampton Wanderers          | Total         | Total          | 96    | 31    | 4     | 0     | 4               | 3               | 0     | 0     | 104   | 34    |
| Hull City                        | 2017–18       | Championship   | 29    | 4     | 2     | 1     | 0               | 0               | 0     | 0     | 31    | 5     |
| Hull City                        | 2018–19       | Championship   | 16    | 2     | 1     | 0     | 2               | 0               | 0     | 0     | 19    | 2     |
| Hull City                        | 2019–20       | Championship   | 2     | 0     | 0     | 0     | 2               | 0               | 0     | 0     | 4     | 0     |
| Hull City                        | Total         | Total          | 47    | 6     | 3     | 1     | 4               | 0               | 0     | 0     | 54    | 7     |
| Vitesse (Cesión)                 | 2019–20       | Eredivisie     | 19    | 4     | 3     | 1     | 0               | 0               | 0     | 0     | 21    | 5     |
| Carrera total                    | Carrera total | Carrera total  | 248   | 67    | 21    | 2     | 10              | 3               | 7     | 1     | 285   | 73    |

1. ↑  Una aparición en la Community Shield y dos en la Europa League
2. ↑  Apariciones en los play-offs de la Championship
3. ↑  Apariciones en Football League Trophy